# Nils Petersen (Pfarrer)
Nils Petersen (* 1970) ist ein deutscher evangelischer Pfarrer, Diakoniewissenschaftler und Schriftsteller.

## Leben und Wirken
Nils Petersen studierte Evangelische Theologie und Sonderpädagogik in Hamburg und Diakoniewissenschaft in Heidelberg. 2001 Promotion in Heidelberg zum Dr. theol. mit einer Arbeit über Geistigbehinderte Menschen im Gefüge von Gesellschaft, Diakonie und Kirche. Von 2003 bis 2009 war Petersen sechs Jahre Pastor in Fockbek und Nübbel, Schleswig-Holstein. Von 2009 bis 2014 war Petersen der Wissenschaftliche Geschäftsführer der Arbeitsstelle Kirche und Stadt an der Universität Hamburg. Von 2014 bis 2019 leitete er als Pastor die „Hamburger Rathauspassage“, ein Sozialprojekt mit diakonischem und kirchlichen Angebot im Herzen der Stadt. Anfang 2019 verließ er das Projekt, weil das kirchliche Profil abnahm und Mitarbeiter ein von ihm angebrachtes Kreuz versteckten.
Seit dem 1. April 2020 ist Nils Petersen Pastor auf der ersten Pfarrstelle der Evangelischen Luthergemeinde in Hamburg-Bahrenfeld.
Petersen lehrt als Dozent im IBAF (Institut für Aus- und Fortbildung) der Diakonie Rendsburg, an der Universität Hamburg im Fachbereich Evangelische Theologie, in der Evangelischen Hochschule für Soziale Arbeit und Diakonie des Rauhen Hauses, der Fachschule für Heilerziehungspflege der Evangelischen Stiftung Alsterdorf und der Hochschule für Musik und Theater (HfMT) in Hamburg.
Im Jahr 2005 gründete er mit der evangelischen Theologin Philine Pawlas den „P&P-Verlag für Narrative Theologie“, in dem u. a. Hans-Martin Gutmann Bücher herausgab. Petersen war zusammen mit Wolfgang Grünberg und Friedrich Brandi-Hinrichs der Herausgeber der wissenschaftlichen Publikationsreihe Kirche in der Stadt. Seit 2016 wird die Reihe von Nils Petersen (Hamburg), Christoph Sigrist (Zürich) und Alexander Höner (Berlin) herausgegeben.

## Forschung
Wissenschaftlicher Mitarbeiter im Forschungsprojekt zur Entstehung einer sozialen Ordnung Europas unter der Leitung von Theodor Strohm (Universität Heidelberg) / Diakoniehistorische Forschung zur Geschichte geistigbehinderter Menschen (Dissertation und anschließende Promotion in Heidelberg) / Forschung zum Thema „Community Care“ / „Die Narration im Predigtgeschehen“ – Die Bedeutung und Wirkung von Geschichten in Gottesdiensten; mit einem besonderen Augenmerk auf inklusive Gottesdienste / Leitbilder und Selbstdarstellung sozial/diakonischer Großeinrichtungen in Deutschland / Der Zusammenhang von Diakonie und Liturgie, sowie die Analyse des liturgischen Raums der Diakonie im gottesdienstlichen Geschehen /„Traditionsbildung und Traditionsverlust in der gespaltenen Stadt“ – Eine Untersuchung fünf exemplarischer Armutsprojekte in Hamburg

## Künstlerisches Wirken
Petersen verknüpft seine theologische Arbeit mit genreüberschreitender Kunst. Mit seiner Ehefrau, der Konzertorganistin Kerstin Petersen, initiierte er Projekte für Literatur und Orgel. Mit bildenden Künstlern wie Ludgar Trautmann, Ingo Warncke und dem Mannheimer Maler Mehrdad Zaeri setzte er Projekte um. 2014 veröffentlichte er sein CD-Buch-Projekt stille töne und erzählte bilder gemeinsam mit Kerstin Petersen und Mehrdad Zaeri.
Seit 2014 tritt Nils Petersen bei Poetry- und Preacherslams im deutschsprachigen Raum auf. Dort erzielte er gute Platzierungen, so 1. Plätze 2016, 2017 und 2019 beim „Gerechtigkeits-Slam“ von „Hamburg mal fair“ sowie 2017 & 2019 beim Preacher-Slam in Lübeck.
Die Hamburger Autoren Vereinigung (HAV) hat Nils Petersen 2022 als Mitglied aufgenommen.
Seit 2023 ist Nils Petersen Mitglied im Verband der Schriftsteller Schleswig-Holstein.
Im Herbst 2022 ist sein erster Fantasy-Roman „Veljkos Café – Das Erwachen der Elemente“ im Wortschatten Verlag (Aachen) erschienen.
Im November 2024 erhielt er den 1. Platz bei der Verleihung des Lyrik-Preises der Hamburger Autorenvereinigung (HAV).

## Publikationen (Auswahl)
- Frank&Frei – Unsere Kirche im Wandel der Städte, Berlin 2023, ISBN 978-3-86893-450-2
- Veljkos Café – Das Erwachen der Elemente, Aachen 2022, ISBN 978-3-96964-030-2
- Kirche im öffentlichen Raum. Umbaute Orte und offene Plätze in der Dynamik der Stadt, Berlin 2020, ISBN 978-3-86893-345-1
- Poetry Slam und Predigten / Texte aus dem U-Bahnschacht, Berlin 2018, ISBN 978-3-86893-272-0
- Stadtliturgien – Visionen / Räume / Nachklänge, Berlin 2016, ISBN 978-3-86893-224-9
- Erzählte Bilder, Illustriert von Mehrdad Zaeri, 2014 Berlin ISBN 978-3-86893-170-9
- Luther und die Wechselbälge, Ein Beitrag zur Rezeption zweier Tischreden Luthers, 2014 Berlin ISBN 978-3-86893-169-3
- „… so wie ich Euch geliebt habe!“, Überkommene und aktuelle Begründungsfiguren einer diakonischen Kirche, 2012 Berlin ISBN 978-3-86893-077-1
- Lasse und die Familie der Verborgenen, Kinderroman Hamburg 2012, ISBN 978-3-938718-01-8
- „Niemand weint um Uria“, Eine Handreichung zum erzählenden Predigen, 2009 Nübbel-Risum ISBN 978-3-938718-06-3
- „Aktuelle Anekdoten“, Erzählende Predigten und Geschichten, 2005 Warnau-Nübbel ISBN 3-938718-01-3
- „Geistigbehinderte Menschen im Gefüge von Gesellschaft, Diakonie und Kirche“, Dissertation; 2003 Münster ISBN 3-8258-6645-9
- „Mechthild von Rickling“, Roman, 2001 Heidelberg ISBN 3-00-007766-9